# Blair Athol
Blair Athol ist eine Whiskybrennerei in Pitlochry, Perthshire, Schottland. Die Brennereigebäude sind in den schottischen Denkmallisten in die Kategorie B einsortiert. Das Gebäude des Brennereileiters ist in der Kategorie C gelistet.

## Geschichte
Die Brennerei wurde von 1798 von John Stewart und Robert Robertson unter dem Namen Aldour Distillery gegründet. Der Name kam vom unweit gelegenen Flüsschen Allt Dour. 1825 erweiterte James Robertson die Destillerie und gab ihr danach den Namen Blair Athol. 1882 kaufte Peter Mackanzie die Brennerei.
1932 wurde Blair Athol geschlossen. 1933 kauften Arthur Bell & Sons Ltd. die Brennerei, aber erst 1949 wurde sie renoviert und wieder eröffnet. 1973 wurde die Anzahl der stills von zwei auf vier erhöht. 1985 kaufte United Distillers Blair Athol und eröffnete 1987 ein Besucherzentrum. 2023 betrug die Besucherzahl etwa 82.000 Personen.

## Produktion
Das Wasser der zur Region Highlands/Eastern Highlands gehörenden Brennerei stammt vom Allt Dour Burn (auf Deutsch: Otterbach). Das verwendete Malz stammt aus den Glen Ord Maltings. Die Brennerei verfügt über einen Maischbottich (8,0 Tonnen) aus Edelstahl und acht Gärbottiche (je 40.000 l) – vier davon bestanden bis 2013 aus Lärchenholz. Sie wurden 2013 durch Exemplare aus Edelstahl ersetzt. Destilliert wird in zwei wash stills (je 13.000 l) und zwei spirit stills (je 11.500 l) die durch Dampf erhitzt werden.
Obwohl der Blair Athol Whisky zu fast 90 % an Bell’s (im Jahr 2003 waren es sogar 99 %), zur Herstellung eines Blend-Whiskys, verkauft wird und dessen Herznote ausmacht, wird der Whisky auch als Single Malt verkauft.

## Abfüllungen
Neben einem 12-jährigen Whisky aus der Flora und Fauna-Serie gibt es seit 2003 einen 27-jährigen aus der Rare Malts-Serie von 1975 mit 54,7 % Vol.

## Besichtigungen
Blair Athol verfügt seit 1987 über ein Besucherzentrum und kann besichtigt werden.